# Markus Hausammann
Pour les articles homonymes, voir Hausammann.
Markus Hausammann, né le 20 septembre 1964 à Münsterlingen, est une personnalité politique suisse membre de l'Union démocratique du centre.

## Biographie
Il est élu au Conseil national depuis 2011. Il est lieutenant-colonel dans l'armée suisse.